# بيل 207
بيل 207 سيوكس سكوت (بالإنجليزية: Bell 207 Sioux Scout)‏ هي مروحية تجريبية، أنتجت في الولايات المتحدة. من صناعة بيل للمروحيات بموجب عقد من جيش الولايات المتحدة.